# Denys Bain
Denys Bain (* 2. Juli 1993 in Dijon) ist ein französisch-beninischer Fußballspieler.

## Karriere

### Verein
Bain begann seine fußballerische Karriere bei der LB Châteauroux, wo er bis 2012 noch in der Jugend aktiv war. Jedoch debütierte er bereits am 20. Mai 2011 (37. Spieltag) gegen den CS Sedan (1:0) während eines Kurzeinsatzes. Dies war jedoch sein einziger Einsatz in der Saison, in welcher er ein weiteres Mal auf der Ersatzbank in der Ligue 2 saß. In der Saison 2011/12 reichte es für keinen Einsatz bei den Profis, sondern nur für ein Spiel auf der Bank. Auch in der Folgesaison war er, trotz seines ersten Profivertrages nicht gesetzt und spielte nur einmal. In der Saison darauf erarbeitete Bain sich jedoch einen Stammplatz und konnte am 2. August 2013 (1. Spieltag) sein erstes Tor für die Mannschaft erzielen. In der gesamten Saison spielte er 24 Ligaspiele und konnte dieses eine Tor erzielen. In der Spielzeit 2014/15 spielte er bereits 29 Mal und konnte am 24. Januar 2015 (21. Spieltag) sogar einen Doppelpack erzielen.
Am Ende der Saison stieg er mit Châteauroux jedoch ab und wechselte nach drei Spielen in der Championnat National zurück in die Ligue 2 zum AC Le Havre. Er debütierte am 31. August 2015 (5. Spieltag) bei einem 4:0-Erfolg über den RC Lens. In seiner ersten Saison mit dem AC lief er in 28 Ligue-2-Partien auf. In der Folgesaison war er weiterhin Stammspieler und spielte 36 von 38 möglichen Ligaspielen und stand einmal als Kapitän auf dem Platz. 2017/18 schoss er am 9. März 2018 (29. Spieltag) sein erstes Tor für den Verein, bereitete eines vor und trug somit viel zum 2:1-Erfolge über Clermont Foot bei. Am Ende der Saison schaffte Bain es mit den Dinos, wobei er 35 Mal spielte, in die Playoffs zur Ligue 1 scheiterten aber am AC Ajaccio. In der nächsten Saison lief er schon in vielen Spielen als Kapitän auf und schoss fünf Tore in 34 Spielen.
Zur Saison 2019/20 wechselte er in die Ligue 1 zum Aufsteiger Stade Brest. Er debütierte am 10. August 2019 (1. Spieltag) gegen den FC Toulouse in der Startelf (1:1). Am 26. Oktober 2019 (11. Spieltag) schoss er gegen den FCO Dijon seinen ersten Treffer, als sein Team 2:0 gewann. In der kompletten Saison lief er 15 Mal auf, wobei er einen Treffer erzielte. In der Saisonvorbereitung erlitt er einen Kreuzbandriss und fiel zunächst aus, nahm aber Anfang Januar das Training wieder auf.
Im Juli 2022 verließ der Verteidiger Brest und schloss sich der AJ Auxerre an. Für Auxerre bestritt er in der Saison 2022/23 nur zwei Ligaspiele und der Verein stieg am Ende der Spielzeit in die Ligue 2 ab.
Im Sommer 2023 lief sein Vertrag bei Auxerre aus, seitdem ist Bain ohne Verein.